# Nationalpark Mols Bjerge
Nationalpark Mols Bjerge er en dansk nationalpark, der blev oprettet i år 2009, og dækker 180 km² på det sydlige Djursland. Den fredede del af Mols Bjerge er beliggende centralt i nationalparken, men udgør med sine 2500 ha kun en lille del af det kystnære bakkelandsskab, der normalt betegnes som Mols. Nationalparken ligger i Syddjurs Kommune. Et areal på 775 hektar blev i 2022 udpeget til Naturnationalpark Mols Bjerge

## Nationalparkbegrebet
Begrebet, Nationalpark, indebærer ikke en fredning eller nationalisering, men snarere en hensigtserklæring om at natur- og kulturværdier skal fremmes, og tilgængeligheden og formidlingen heraf skal styrkes. I Nationalpark Mols Bjerge sker dette via et dertil oprettet sekretariat, hvor der blandt andet. er ansat naturformidlere. Fra de private jordejeres side i området er der opmærksomhed om, hvorvidt Nationalparkbegrebet hen ad vejen kan blive brugt som en politisk styret indgang til indskrænkelse af jordejernes ejendomsret.[kilde mangler]

## Udbredelse
Det udpegede område strækker sig fra skovene i bunden af Kalø Vig / Egens Vig ved Kalø Slot østover til Skramsø Plantage og Stubbe Sø; i en smal tarm langs Havmølle Å, der er Stubbe Søs afløb, fortsætter parken ud til Kattegat ved Jernhatten, og i et område mod nord langs kysten med et par småskove og Nørresø ved herregården Rugård. Syd for Stubbe Sø fortsætter parken ned langs Ebeltoft Vig med Ahl Hage til Gåsehage på sydspidsen af Mols, og langs kysten nordpå ved Elsegårde. Også nogle havområder indgår i Nationalparken.

## Høje bakker
Midt i nationalparken ligger den fredede del af Mols Bjerge, med bakker der når op i 137 meters højde, hvor der er udsigter over bl.a. Aarhusbugten, Ebeltoft Vig, Rønde, Aarhus og det sydlige Djursland. Mols Bjerge er forbundet med andre naturområder mod nord ved Femmøller, og omkring Lyngsbækgård og videre til store plantager i nord. Syd for Mols Bjerge bliver området omkring Begtrup Vig og dermed nordvestkysten af halvøen Helgenæs en del af nationalparken. Helgenæs indgår ikke i parken, hvilket skyldes lokal beboer-usikkerhed om ejendomsretsproblematikken, selv om det ud fra en landskabelig betragtning kunne anses for naturligt at inddrage Helgenæs i parken.
Nationalparken blev indviet 29. august 2009. Oprettelsen blev bekendtgjort af miljøminister Troels Lund Poulsen 17. januar 2008.

## Galleri
- Nationalpark Mols Bjerge, Egens Vig v. Nappedam, udsigt mod Kalø Slotsruin
- Kalø Vig set fra trehøje i Mols Bjerge; forrest Knebel Vig, og til venstre Skødshoved. I baggrunden Studstrupværket
- Trehøje i Mols Bjerge
- Gravhøj på Mols